# The Serpent's Egg
The Serpent's Egg je čtvrté studiové album hudební skupiny Dead Can Dance vydané v roce 1988. Skladba The Host of Seraphim byla později použita v experimentálním dokumentárním filmu Baraka (1992) a také ve vrcholné scéně filmu Mlha (2007). Jde o poslední album spadající do období mileneckého vztahu členů skupiny Lisy Gerrard a Brendana Perryho. Většina skladeb alba byla nahrána ve víceposchoďovém bytovém domě v londýnské oblasti Isle of Dogs.

## Skladby
1. The Host of Seraphim – 6:18
2. Orbis de Ignis – 1:35
3. Severance – 3:22
4. The Writing on My Father’s Hand – 3:50
5. In the Kingdom of the Blind the One-eyed Are Kings – 4:12
6. Chant of the Paladin – 3:48
7. Song of Sophia – 1:24
8. Echolalia – 1:17
9. Mother Tongue – 5:16
10. Ullyses – 5:09